# Gastromyzon russulus
Gastromyzon russulus är en fiskart som beskrevs av Tan 2006. Gastromyzon russulus ingår i släktet Gastromyzon och familjen grönlingsfiskar. Inga underarter finns listade i Catalogue of Life.